# Senra (Murias de Paredes)
Senra es una localidad española que forma parte del municipio de Murias de Paredes, en la provincia de León, comunidad autónoma de Castilla y León.

## Geografía

### Ubicación
| Noroeste: Murias de Paredes | Norte: Lazado            | Noreste: Villabandín |
| Oeste: Murias de Paredes    |                          | Este: Rodicol        |
| Suroeste Fasgar             | Sur: Villanueva de Omaña | Sureste: Sabugo      |

## Demografía
Evolución de la población
| Gráfica de evolución demográfica de Senra entre 2000 y 2022        |
|                                                                    |
| Población de derecho (2000-2017) según el padrón municipal del INE |